# Курси «Постріл»
Вищі офіцерські орденів Леніна і Жовтневої Революції, Червонопрапорні курси «Постріл» імені Маршала Радянського Союзу Б. М. Шапошникова (рос. Высшие офицерские орденов Ленина и Октябрьской Революции, Краснознамённые курсы «Вы́стрел» имени Маршала Советского Союза Б. М. Шапошникова) — розформований військово-навчальний заклад в Збройних силах СРСР і Росії. Проводили перепідготовку командного і політичного складу Сухопутних військ ланки полк-батальйон в області тактики, стрілецької справи, методики тактичної та вогневої підготовки. Термін навчання — до 1 року. Проводилась також підготовка іноземних офіцерів з багатьох країн світу, в зв'язку з чим ВОК «Постріл» нагороджені також орденами країн-учасниць Варшавського договору, а також Куби, КНДР, Монголії та інших країн.

## Випускники
Див. Категорія:Випускники курсів «Постріл».